# Эпейрогенические движения

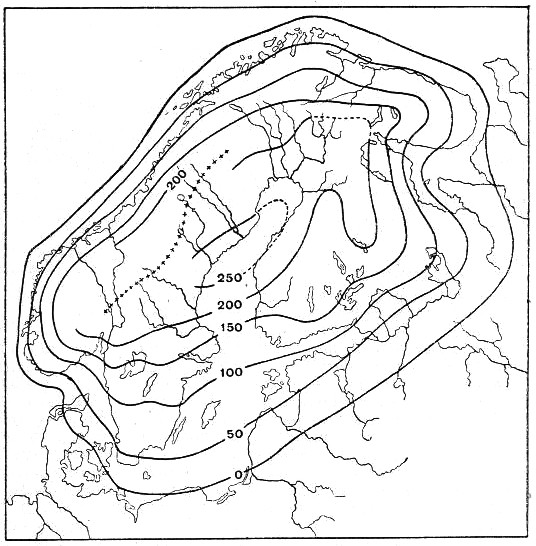
Составленная Хёгбом, Арвид карта изобаз, показывающая величину послеледникового поднятия Финноскандии в метрах. Сплошные линии—изобазы; пунктир крестиками — ледораздельная линия.

Эпейрогенические (вековые, континентообразующие) движения (колебания) — медленные поднимания и опускания целых обширных областей земной коры, которые необходимо отличать от сейсмических колебаний, то есть внезапных сотрясений, толчков или волнообразных колебаний, пробегающих по поверхности земли с громадной скоростью, и от орогенических колебаний, то есть колебаний, приводящих к образованию сложных изгибов и разрывов пластов в горных хребтах.
Изучение вековых колебаний изучение сопряжено с большими трудностями, а вопрос об их происхождении представляет один из сложнейших вопросов геологии и тесно переплетается с самыми важными и глубокими вопросами о строении недр земного шара, причинах и сущности всей тектонической деятельности земли.
Эпейрогеническое движение можно обнаружить по морским побережьям, благодаря перемещениям береговых линий, свидетельствующим о понижении или повышении уровня моря по отношению к прилегающей суше. Признаки недавнего понижения уровня моря, или, другими словами, поднятия берега, наблюдать легче, и они более многочисленны. Особенно убедительным признаком являются древние береговые линии и террасы, чрезвычайно многочисленные, например, по берегам Скандинавии. Береговые линии представляют собой уступы и площадки, выработанные морским прибоем в скалистых берегах. Если берег подымается, то такие уступы оказываются лежащими на некоторой высоте над уровнем моря. По берегам Швеции местами наблюдаются целые лестницы таких уступов, свидетельствующие о неравномерном ходе поднятия берега. Ту же роль играют береговые валы из галек или песка, морских раковин и пр., отнесённые морским прибоем, а ныне поднятые над уровнем моря.
Выступание из-под уровня моря коралловых рифов, подводных камней и пр. также служит хорошим доказательством перемещения береговой линии в сторону моря. Иногда об этом же свидетельствуют археологические и исторические данные, как, например: найденные на суше следы свайных построек и т. н. «кухонные кучи» из морских раковин, удаленные теперь от моря; осушенные гавани; исторические сведения об условиях судоходства в тех местах, где ныне находится суша.